# Ḩoseyn Ghalayem
Ḩoseyn Ghalayem (persiska: حسین قلیم, Beyt-e Alvān, بیت الوان) är en ort i Iran.   Den ligger i provinsen Khuzestan, i den västra delen av landet, 500 km sydväst om huvudstaden Teheran. Ḩoseyn Ghalayem ligger 41 meter över havet och antalet invånare är 657.
Terrängen runt Ḩoseyn Ghalayem är mycket platt. Runt Ḩoseyn Ghalayem är det ganska tätbefolkat, med 144 invånare per kvadratkilometer. Närmaste större samhälle är Kāz̧em Ḩamd, 9,4 km söder om Ḩoseyn Ghalayem. Trakten runt Ḩoseyn Ghalayem består till största delen av jordbruksmark.